# Direkte Demokratie in Mecklenburg-Vorpommern
Die Direkte Demokratie in Mecklenburg-Vorpommern umfasst eine Reihe von politischen Instrumenten, mit deren Hilfe die wahlberechtigte Bevölkerung unmittelbar an der Gesetzgebung des Landes Mecklenburg-Vorpommern sowie an der Verwaltung der Gemeinden und Landkreise mitwirken kann. Die Volksgesetzgebung ergänzt die bestehenden Formen der Gesetzgebung der repräsentativen Demokratie, die durch die Wahl von Volksvertretern in den Landtag erfolgt. In den Gemeindevertretungen und Kreistagen kann das Stimmvolk mittels Bürgerbegehren und Bürgerentscheid unmittelbar an der kommunalen Selbstverwaltung mitwirken.

## Direkte Demokratie auf Landesebene
Die gesetzliche Grundlage für die Volksgesetzgebung, bestehend aus Volksinitiative, Volksbegehren und Volksentscheid, sind Artt. 59–60 der Landesverfassung, das sogenannte Volksabstimmungsgesetz (VaG) sowie die Verordnung zur Durchführung des Gesetzes zur Ausführung von Initiativen aus dem Volk, Volksbegehren und Volksentscheid in Mecklenburg-Vorpommern (VoBegGDV MV).

### Volksinitiative

Ablauf einer Volksinitiative in Mecklenburg-Vorpommern

Eine erste Stufe der direkten Demokratie in Mecklenburg-Vorpommern ist die Volksinitiative. Sie ist jedoch nicht zwingend vorgeschrieben, um ein Volksbegehren herbeizuführen. Auch muss die Volksinitiative in Mecklenburg-Vorpommern nicht auf die Verabschiedung eines Gesetzes gerichtet sein. Sie kann den Landtag ebenso zwingen, sich mit sonstigen Gegenständen der politischen Willensbildung zu beschäftigen.
Sofern 15.000 Wahlberechtigte die Volksinitiative unterzeichnet haben, muss sich der Landtag mit dessen Gegenstand beschäftigen. Ist die Initiative erfolgreich, so haben ihre Vertreter das Recht, angehört zu werden. Initiativen über den Landeshaushalt, über Abgaben und Besoldung können nicht Gegenstand einer Volksinitiative sein. Die Kosten für die Sammlung der Unterstützerunterschriften tragen, wie auch beim Volksbegehren, die Antragsteller. Es gibt keine Frist, in der die Unterschriften gesammelt sein müssen.
| Jahr | Titel/Thema | Ergebnis |
| ---- | --- | --- |
| 1994 | Soziale Rechte in die Verfassung | abgelehnt |
| 1994 | Chancengleichheit für alle in Mecklenburg-Vorpommern lebenden Kinder auf Förderung in einer Kindertageseinrichtung                                                      | abgelehnt |
| 1995 | Schaffung sozialverträglicher rechtlicher Voraussetzungen bei der geplanten Überleitung preisgebundener Mieten in ein Vergleichsmietensystem in den neuen Bundesländern | für erledigt erklärt |
| 1995 | Ein ökologisches, soziales und demokratisches Gesetz für den öffentlichen Personennahverkehr (ÖPNV) in Mecklenburg-Vorpommern                                           | für erledigt erklärt |
| 1997 | Gegen die Schließung des Studienganges Zahnmedizin und der Zahnklinik der Universität Rostock                                                                           | abgelehnt |
| 1998 | Pro A 20/Rügenanbindung | angenommen |
| 1998 | Der Jugend eine Zukunft – Berufliche Erstausbildung und Beschäftigung für Jugendliche                                                                                   | angenommen |
| 1999 | Für die Wiedereinrichtung des Studienganges Zahnmedizin und den Erhalt der Klinik und Polikliniken für Zahn-, Mund- und Kieferheilkunde an der Universität Rostock      | angenommen |
| 1999 | Pro A 241 | angenommen |
| 1999 | Gegen eine Zwei-Klassen-Medizin im Osten | angenommen |
| 1999 | Wir stoppen die Rechtschreibreform | abgelehnt |
| 2004 | Änderung des neuen Gesetzes zur Förderung von Kindern in Kindertageseinrichtungen und in der Tagespflege                                                                | abgelehnt |
| 2007 | Für die Freiheit der Forschung und Lehre an der Universität Rostock – Gegen die Schließung des Studienganges Rechtswissenschaften                                       | abgelehnt |
| 2007 | Für ein weltoffenes, friedliches und tolerantes Mecklenburg-Vorpommern (Änderung der Landesverfassung)                                                                  | angenommen |
| 2008 | Für ein kostenfreies Mittagessen für Schülerinnen und Schüler an den staatlichen Grundschulen des Landes M-V                                                            | abgelehnt |
| 2008 | Kein Steinkohlekraftwerk in Lubmin | abgelehnt |
| 2012 | Für den Erhalt der Theater- und Orchesterstrukturen in Mecklenburg-Vorpommern                                                                                           | abgelehnt |
| 2012 | Für einen Mindestlohn von 10 Euro pro Stunde | abgelehnt |
| 2012 | Für den Erhalt einer bürgernahen Gerichtsstruktur in Mecklenburg-Vorpommern                                                                                             | angenommen |
| 2015 | Gegen unkontrollierten Ausbau von Windenergie | gescheitert, da die Gesetzgebungskompetenz (Länderöffnungsklausel) zum 1. Januar 2016 wieder vom Land auf den Bund überging |
| 2016 | Für den Erhalt des Krankenhauses Wolgast | abgelehnt |
| 2024 | Absenkung des Betreuungsschlüssels in Kindertageseinrichtungen in Mecklenburg-Vorpommern                                                                                | abgelehnt |

### Volksbegehren

Ablauf von Volksbegehren und Volksentscheid in Mecklenburg-Vorpommern

Ist eine Volksinitiative vom Landtag behandelt und zurückgewiesen worden, so können die Vertreter der Initiative diese in ein Volksbegehren umwandeln und die Auslegung von Unterschriftenlisten bei den Gemeindebehörden verlangen. Das Volksbegehren kann jedoch auch ohne vorgeschaltete Volksinitiative initiiert werden. Die Eintragungsfrist bei den Gemeindebehörden beträgt zwei Monate. Unabhängig davon besteht die Möglichkeit, Unterschriften für das Volksbegehren frei zu sammeln. Das Gleiche gilt, wenn der Landtag über eine formal korrekte Volksinitiative nicht innerhalb von drei Monaten entschieden hat.
Ein Volksbegehren muss von mindestens 100.000 Wahlberechtigten innerhalb von fünf Monaten unterstützt werden, um erfolgreich zu sein. Das entspricht – gemessen an den Wahlberechtigten bei der Landtagswahl 2011 – 7,2 Prozent der Wahlberechtigten. Bis 2006 mussten 140.000 Unterschriften gesammelt werden. Von 2006 bis 2016 waren 120.000 Unterschriften zu sammeln.
Wie bei einer erfolgreichen Volksinitiative muss sich der Landtag auch mit einem erfolgreichen Volksbegehren beschäftigen. Nimmt der Landtag den begehrten Gesetzentwurf innerhalb von sechs Monaten im Wesentlichen unverändert an, ist das Gesetzgebungsverfahren abgeschlossen. Andernfalls kommt es zum Volksentscheid.
Das erste Volksbegehren in Mecklenburg-Vorpommern, dessen Ziel ein neues Schulgesetz war, scheiterte 2007, weil die nötige Anzahl von Unterschriften nicht zusammenkam.
Im März 2014 starteten der Richterbund sowie der Verein Pro Justiz ein von Kommunalpolitikern aller Parteien unterstütztes Volksbegehren gegen eine im Oktober 2013 vom Landtag beschlossene Gerichtsstrukturreform, die unter anderem eine Reduzierung der Amtsgerichte in Mecklenburg-Vorpommern von 21 auf 10 vorsieht und seit Oktober 2014 umgesetzt wird. Zunächst lagen Unterschriftenlisten in Amtsgerichten, Anwaltskanzleien und Rathäusern aus, Justizministerin Uta-Maria Kuder untersagte dem Richterbund jedoch, die Listen in den Gerichten auszulegen. Bis Mitte August 2014 hatten die Initiatoren über 100.000 Unterschriften gesammelt. Angesichts des sich abzeichnenden Erfolgs des Volksbegehrens untersagte Kuder den Amtsgerichtsdirektoren Auskünfte zum Stand der Umsetzung der Gerichtsstrukturreform. Am 9. Dezember 2014 übergaben die Initiatoren des Volksbegehrens rund 150.000 Unterschriften an die Landtagspräsidentin Sylvia Bretschneider. Die Auszählung und Prüfung der Stimmen wurde bei einem Stand von 120.312 gültigen Unterschriften beendet. Das Volksbegehren gegen die Gerichtsstrukturreform ist damit das bisher einzige erfolgreiche Volksbegehren in Mecklenburg-Vorpommern.

### Volksentscheid
Über ein erfolgreiches Volksbegehren muss der Landtag innerhalb von sechs Monaten entscheiden. Frühestens drei und spätestens sechs Monate nach einer Ablehnung des Begehrens durch das Landesparlament kommt es zum Volksentscheid. Der Landtag kann dem Volk einen eigenen, konkurrierenden Gesetzentwurf zum Gegenstand des Volksbegehrens zur Entscheidung vorlegen.
Zur Annahme des Gesetzentwurfs ist die Mehrheit der Abstimmenden nötig. Zudem gilt als Quorum, dass mindestens ein Viertel der Wahlberechtigten zugestimmt haben muss. Bis 2016 musste ein Drittel der Wahlberechtigten zustimmen. Bei Verfassungsänderungen ist eine Zweidrittelmehrheit der Abstimmenden nötig, zudem muss mindestens die Hälfte der Wahlberechtigten zugestimmt haben. Die Kosten des Volksentscheids trägt das Land.
Der am 6. September 2015 unecht gescheiterte Volksentscheid über die Gerichtsstrukturreform ist die erste und bisher einzige Volksabstimmung, die auf dem Wege der Volksgesetzgebung durchgeführt wurde.

### Referendum
Außerdem gab es ein Referendum über die Landesverfassung des neu gegründeten Bundeslandes. Es fand am 12. Juni 1994 zusammen mit den Kommunalwahlen und der Europawahl statt. Zuvor hatten die Mitglieder des Landtages die Verfassung am 14. Mai 1993 verabschiedet. Bei diesem Volksentscheid galt die Regelung, dass die Verfassung unabhängig von der Höhe der Wahlbeteiligung angenommen sei, wenn mehr als die Hälfte der gültigen Stimmen mit „Ja“ abgegeben wurden. Bei einer Wahlbeteiligung von 65,5 Prozent stimmten 60,1 Prozent der Abstimmenden für und 39,9 Prozent gegen die Annahme der Verfassung. Die Verfassung wurde somit angenommen.

## Direkte Demokratie in Gemeinden und Landkreisen
Seit Mai 1990 räumte die Kommunalverfassung der DDR den Bürgern die Möglichkeit ein, auf Gemeindeebene per Bürgerantrag und Bürgerentscheid direktdemokratisch mitzuentscheiden. Die DDR-Kommunalverfassung galt auch nach der Wiederbegründung des Landes Mecklenburg-Vorpommern und dem Beitritt zur Bundesrepublik fort, bis das neue Bundesland am 12. Juni 1994 eine eigene Gemeindeordnung verabschiedete. Die Rechtsgrundlage für den Einwohnerantrag, das Bürgerbegehren und den Bürgerentscheid ist seitdem § 20 der neuen Kommunalverfassung. Diese wurde zuletzt 2011 geändert, ohne die direktdemokratischen Verfahren zu ändern. Im Gegensatz zu den anderen neuen Bundesländern wurden gegenüber der Kommunalverfassung der DDR in Mecklenburg-Vorpommern die Verfahrenshürden abgesenkt und statt eines starren Unterschriftenquorums von zehn Prozent eine degressive, von der Gemeindegröße abhängige Staffelung zwischen 10 und etwa 4,4 Prozent eingeführt.

### Einwohnerantrag
Einwohner, die das 14. Lebensjahr vollendet haben, können beantragen, dass in der Gemeindevertretung eine wichtige Angelegenheit behandelt wird. Der schriftlich begründete Einwohnerantrag muss von mindestens fünf Prozent oder von mindestens 2000 Einwohnern unterzeichnet sein.

### Bürgerbegehren und Einleitung eines Ratsreferendums
Bürgerentscheide können in den Gemeinden und Landkreisen durch ein Bürgerbegehren initiiert werden. Das Begehren muss neben der zu entscheidenden Frage auch eine Begründung und einen Vorschlag zur Kostendeckung der verlangten Maßnahme enthalten. Es müssen Unterschriften von mindestens zehn Prozent der Stimmberechtigten oder von mindestens 4000 Bürgern gesammelt werden. Die Unterschriften können frei gesammelt werden, eine Pflicht zur Amtseintragung gibt es in Mecklenburg-Vorpommern nicht. Auch eine Frist, in der die Unterschriften gesammelt werden müssen, gibt es grundsätzlich nicht, ein Begehren gegen einen Beschluss der Gemeindevertretung muss jedoch innerhalb von sechs Wochen nach dessen Bekanntgabe gestellt werden.
Außer durch ein Bürgerbegehren kann ein Bürgerentscheid auch als Vertreterbegehren von der Mehrheit der Gemeinderatsmitglieder eingeleitet werden. Ein Bürgerentscheid über die Abberufung des Bürgermeisters kann nur durch einen Beschluss der Gemeindevertretung mit Zweidrittelmehrheit herbeigeführt werden.
Welche Angelegenheiten Gegenstand eines Bürgerentscheides sein können, ist streng geregelt. Es muss sich um eine Angelegenheit des eigenen Wirkungskreises der Gemeinde oder des Landkreises handeln, für die die Gemeindevertretung bzw. der Kreistag zuständig ist. Sie darf also auch nicht in der Zuständigkeit des Bürgermeisters oder des Landrats liegen. Gegenstand eines Bürgerentscheids kann jedoch eine kommunale Stellungnahme zu Vorhaben anderer Träger sein. Ausgeschlossen sind Bürgerentscheide über die innere Organisation der Verwaltung, die Rechtsverhältnisse der für die Gemeinde haupt- oder ehrenamtlich tätigen Personen, Entscheidungen im Rahmen des gemeindlichen Haushalts-, Rechnungsprüfungs- und Abgabenwesens und in diesem Rahmen auch Entscheidungen über Entgelte und kommunale Betriebe, Entscheidungen über die Aufstellung, Änderung und Aufhebung von Bauleitplänen sowie sonstige Angelegenheiten, die im Rahmen eines Planfeststellungsverfahrens oder eines förmlichen Verwaltungsverfahrens mit Öffentlichkeitsbeteiligung oder eines abfallrechtlichen, immissionsschutzrechtlichen, wasserrechtlichen oder vergleichbaren Zulassungsverfahrens zu entscheiden sind, die Beteiligung an kommunaler Zusammenarbeit, Satzungen, durch die ein Anschluss- oder Benutzungszwang geregelt wird, sowie Anträge, die ein gesetzwidriges Ziel verfolgen. Ausgeschlossen sind auch Angelegenheiten, über die innerhalb der letzten zwei Jahre bereits ein Bürgerentscheid stattfand. Über die Zulässigkeit des Bürgerbegehrens und den Zeitpunkt des Bürgerentscheids entscheidet die Gemeindevertretung bzw. der Kreistag unverzüglich nach der Einreichung der Unterschriftenlisten. Die Kommunalverwaltung hat eine Stellungnahme der Rechtsaufsichtsbehörde über die rechtliche Zulässigkeit des Begehrens einzuholen und der Beschlussvorlage beizufügen.

### Bürgerentscheid
Ein erfolgreiches Bürgerbegehren hat einen Bürgerentscheid zur Folge. Für dessen Erfolg ist die Mehrheit der gültigen Stimmen nötig, die mindestens 25 Prozent der Stimmberechtigten ausmachen müssen. In kleinen Gemeinden kann ein Bürgerentscheid auch durch eine offene Abstimmung im Rahmen einer Einwohnerversammlung durchgeführt werden. Die Gemeindevertretung kann ein zugelassenes Bürgerbegehren noch verhindern, indem sie die geforderte Maßnahme beschließt. Ein Bürgermeister kann nur mit der Mehrheit von zwei Dritteln der gültigen Stimmen, wobei diese Mehrheit mindestens einem Drittel der Stimmberechtigten entsprechen muss, abberufen werden. Ein Bürgerentscheid kann innerhalb von zwei Jahren nur durch einen neuen Bürgerentscheid geändert oder aufgehoben werden.
Nach einer Erhebung des Vereins Mehr Demokratie e. V. gab es bis Ende 2011 auf kommunaler Ebene 42 Bürgerentscheide, von denen 26 von der Gemeindevertretung initiiert und 16 von den Bürgern als Bürgerbegehren eingeleitet wurden. Bürgerbegehren scheitern häufig an ihrer mangelnden Zulässigkeit, die von der Gemeindevertretung erst nach der vollständigen Einreichung eines Antrags auf Durchführung eines Bürgerentscheides mit der entsprechende Zahl von Unterstützerunterschriften über dessen Zulässigkeit festgestellt wird. So wurde der Antrag eines Bürgerbegehrens zur Durchführung eines Bürgerentscheides in der Hansestadt Rostock zur Ökologischen Abfallentsorgung 1997 durch die Bürgerschaft ebenso für nicht zulässig erklärt wie 2011 ein Antrag zum Erhalt einer Allee in Warnemünde sowie ein Antrag gegen das Darwineum im Rostocker Zoo.

## Direktwahlen
In Mecklenburg-Vorpommern werden sowohl die Bürgermeister als auch die Landräte seit 1999 direkt gewählt. Eine Zuordnung von Direktwahlen zu den Instrumenten der direkten Demokratie ist jedoch umstritten und wird von Rechts- und Politikwissenschaftlern mehrheitlich zurückgewiesen.

## Debatte um die Ausgestaltung der Volksgesetzgebung und Reformpläne

### Positionen und Initiativen der Parteien
Im Mai 2012 brachte die Fraktion Bündnis 90/Die Grünen einen Gesetzentwurf in den Landtag ein, der vorsah, die vorgeschriebenen Unterschriftenzahlen und die Quoren für Volksbegehren und Volksentscheide zu halbieren. Konkret sollte die Unterschriftenhürde beim Volksbegehren auf 60.000 Unterschriften gesenkt werden, für einen erfolgreichen Volksentscheid sollte statt einem Drittel der Wahlberechtigten nur noch ein Sechstel dem Vorschlag einer Initiative zustimmen müssen. Der Gesetzentwurf befindet sich nach einer ersten Lesung im Parlament noch in der Ausschussberatung (Stand: Februar 2014). Ein anderes Anliegen ist die Einführung von Bürgerhaushalten auf kommunaler Ebene.
Anfang 2014 machte sich auch die in einer großen Koalition mit der CDU regierende SPD-Fraktion für niedrigere Hürden bei Volksbegehren und Volksentscheiden stark. Bei Volksbegehren solle die Zahl der Unterstützerunterschriften gesenkt werden, bei Volksentscheiden seien niedrigere Zustimmungsquoren sinnvoll. In ihren Wahlprogrammen zur Landtagswahl 2011 hatten weder die SPD, noch die CDU Aussagen über die direktdemokratischen Verfahren auf Landes- und kommunaler Ebene gemacht.
Die Linke fordert in ihrem Programm ebenfalls, die Hürden niedriger anzusetzen und die Regularien zu vereinfachen. Außerdem soll es möglich sein, den Landtag per Volksentscheid aufzulösen. Ein weiteres Ziel ist die Einführung von Bürgerhaushalten.
Die FDP spricht sich allgemein für eine Verbesserung der politischen Partizipationsmöglichkeiten der Bürger ein, ohne konkrete Aussagen über niedrigere Hürden bei Volksbegehren und Volksentscheiden zu machen. Auf kommunaler Ebene setzt sich auch die FDP für die Einführung von Bürgerhaushalten ein.

### Bewertung der direktdemokratischen Verfahren in Mecklenburg-Vorpommern
Der Verein Mehr Demokratie e. V. bewertet die Hürden für die Volksgesetzgebung in Mecklenburg-Vorpommern als sehr hoch. In der Praxis habe sich gezeigt, dass die Volksgesetzgebung in Mecklenburg-Vorpommern ein „Recht auf dem Papier“ bleibe, da die Hürden praktisch kaum zu überwinden seien. Im Unterschied zu den hohen Quoren beim Volksentscheid sind die Hürden für eine Volksinitiative im Vergleich zu anderen Bundesländern eher niedrig.

### Geplante Verfassungsänderung
Im Dezember 2014 wurde bekannt, dass sich die Regierungsparteien SPD und CDU mit den Grünen sowie der Linken auf eine Reform der Landesverfassung und eine Absenkung der Quoren für Volksbegehren und Volksentscheid geeinigt haben. Demnach soll das Unterschriftsquorum für ein Volksbegehren nicht mehr in absoluten Zahlen festgeschrieben sein, sondern relativ zur Bevölkerungszahl berechnet werden. Für ein erfolgreiches Volksbegehren sollen dann Unterschriften von 7,5 Prozent der Stimmberechtigten nötig sein. Dies würde aktuell eine Absenkung von 120.000 auf etwa 100.000 bedeuten. Dafür soll für das Volksbegehren eine fünfmonatige Frist zur Sammlung der Unterschriften eingeführt werden. Bislang war Mecklenburg-Vorpommern das einzige Bundesland, in dem es keine Sammlungsfrist gab. Das Zustimmungsquorum bei einem Volksentscheid soll künftig bei 25 Prozent der Stimmberechtigten liegen, statt wie bisher bei 33 Prozent.
Möglicherweise wird die Verfassungsänderung erst 2016, also kurz vor oder nach der nächsten Landtagswahl beschlossen. Eine schnelle Umsetzung liegt nicht im Interesse der großen Koalition, da ein niedrigeres Zustimmungsquorum beim wahrscheinlichen Volksentscheid gegen die Gerichtsstrukturreform den Gegnern der Reform in die Hände spielen würde. Die Reform und die Schließung von mehreren Amtsgerichten sind aber ein zentrales Projekt der Landesregierung. Da eine Ablehnung des Volksbegehrens im Landtag als sicher gilt, ist es sehr wahrscheinlich, dass es somit zum ersten, auf ein Volksbegehren zurückgehenden Volksentscheid kommt. Ein Streit um die Frage, wann die Verfassungsänderung beschlossen werden soll, könnte den Kompromiss noch scheitern lassen.